# أكوورث (نيوهامشير)
أكوورث، نيوهامشير (بالإنجليزية: Acworth, New Hampshire)‏ هي بلدة تقع في مقاطعة سوليفان (نيو هامبشاير) بولاية نيوهامشير في الولايات المتحدة. تأسست عام 1772، تبلغ مساحتها 101.3 (كم²)، وترتفع عن سطح البحر 454 م، بلغ عدد سكانها 891 نسمة في عام تعداد الولايات المتحدة 2010 حسب إحصاء مكتب تعداد الولايات المتحدة .

## أعلام
- جوزيف جي. ويلسون
- جورج ويستون أندرسون
- أدريان دوبويس

## وصلات خارجية
- www.acworth.cc